# Kantgetris
Kantgetris (Diervilla sessilifolia) är en tvåhjärtbladig växtart som beskrevs av Samuel Botsford Buckley. Enligt Catalogue of Life ingår Kantgetris i släktet getris (släktet) och familjen Diervillaceae, men enligt Dyntaxa är tillhörigheten istället släktet getris (släktet) och familjen kaprifolväxter. Det är osäkert om arten förekommer i Sverige. Inga underarter finns listade i Catalogue of Life.